# Грэм, Бетт
Бетт Грэм (англ. Bette Graham; 23 марта 1924, Даллас, Техас, США — 12 мая 1980, Ричардсон, Техас) — американская предпринимательница, бывшая машинистка, изобретательница корректирующей жидкости Liquid Paper. Является матерью известного музыканта и продюсера Майкла Несмита, гитариста группы The Monkees.

## Биография
Бетт Клэр Макмюррей родилась в Далласе в семье менеджера по продажам автозапчастей Джесси Макмюррея и его супруги Кристины Дюваль. Выросла Бетт в Сан-Антонио, школу окончила в Аламо-Хайтс. В 1942 году вышла замуж за Уоррена Несмита. Вскоре он уехал воевать на фронт Второй мировой войны. Пока Несмит был за границей, 30 декабря 1942 года Бетт родила сына — Роберта Майкла Несмита. После возвращения домой в 1946 году Несмит с супругой развелся. В начале 1950-х у Бетт скончался отец, оставивший ей в наследство недвижимость в Далласе. Вскоре Бетт вместе с сыном, матерью и сестрой переехали в Даллас. В 1951 году освоила печатную машинку и стенографию, после чего устроилась секретарём в местный банк Texas Bank & Trust. Со временем Бетт получила должность исполнительного секретаря.
Неудобством ранних электрических печатных машинок было довольно сложное исправление ошибок. Ленты из углеродистой плёнки не давали возможности стереть опечатки при помощи ластика. Во время подработки в банке, когда Бетт красила окна, ей пришла в голову идея, что неправильно написанные буквы можно не стирать, а закрашивать. Воплотить задуманное в жизнь женщина решила с помощью средства, хорошо знакомого многим художникам — обычной акварели-темперы. Несмит принесла краски и кисть на работу и начала экспериментировать с исправлением опечаток.
Бетт в течение 5 лет тайно использовала своё изобретение в работе. В улучшении состава красящей жидкости помогал школьный учитель химии её сына. Не все из начальства Бетт одобрительно отнеслись к нововведению, но её коллеги-секретари часто просили закрасить им ошибки. Поняв, что это дело может быть прибыльным, в 1956 году Бетт начала изготавливать и продавать собственную жидкость-корректор под названием «Mistake Out» (рус. Прочь ошибки). Позже переименовывает изобретение в «Liquid Paper» (рус. Жидкая бумага) и основывает свою компанию.
В начале 1960-х у компании были проблемы, когда расходы превышали прибыль, но затем всё нормализовалось. В 1968 компания Liquid Paper открыла собственный завод. Несмит запатентовала изобретение и зарегистрировала торговую марку.
В 1962 году Бетт Несмит вышла замуж за Роберта Грэма. Позже он присоединился к супруге в деле управления компанией. В 1975 году Несмит и Грэм развелись.
В 1979 году она продала Liquid Paper компании Gillette за 47,5 млн долларов. К тому времени на Бетт Грэм работало порядка 200 человек, производивших 25 миллионов флаконов корректора в год. После ухода в отставку предпринимательница увлеклась религией и благотворительностью.
Бетт Несмит скончалась 12 мая 1980 года в Ричардсоне, Техас в возрасте 56 лет. В завещании разделила наследство между сыном и благотворительными организациями.

## Наследство
Сын Майкл Несмит унаследовал половину поместья Бетт (стоимостью 50 млн долларов). Часть наследства Несмит пошло на нужды проекта «Gihon Foundation», спонсировавшего создание к северу от Санта-Фе специального научно-аналитического центра, нацеленного на решение ряда глобальных проблем.